# Lentswelemoriti
Lentswelemoriti is een dorp in het district Central in Botswana. De plaats telt 243 inwoners (2011).